# Volta Redonda
Volta Redonda är en stad och kommun i Brasilien och ligger i delstaten Rio de Janeiro. Folkmängden i kommunen uppgick år 2014 till cirka 262 000 invånare.